# Santa Lucía (Venezuela)
Santa Lucía é uma cidade venezuelana, capital do município de Paz Castillo.